# William Say
William Say (1604 - c. 1666), est un membre du Parlement anglais signataire de la mort du roi Charles Ier en 1649.
Il étudia à l'University College à Oxford et au Middle Temple, avant d'être admis au barreau en 1631. Il fut élu député de Camelford en 1646
Lors du procès du roi Charles Ier en janvier 1649, en tant que commissaire de la Haute Cour de justice, il fut 48e des 59 signataires de l'arrêt de mort du roi. Après la Restauration, Say s'enfuit à Vevey, en Suisse, où il rejoignit Edmond Ludlow.

## Source de la traduction
- (en) Cet article est partiellement ou en totalité issu de l’article de Wikipédia en anglais intitulé « William Say » (voir la liste des auteurs).